# Przeździatka
Przeździatka – część miasta Sokołowa Podlaskiego w Polsce, w województwie mazowieckim, w powiecie sokołowskim. Rozpościera się w okolicy ulicy Skłodowskiej-Curie, w środkowo-zachodniej części miasta.

## Historia
W Królestwie Polskim wieś Przeździatka przynależała do guberni siedleckiej. Od 1867 była siedzibą gminy Przeździatka w powiecie sokołowskim, później przekształconej w gminę Kudelczyn.
W okresie międzywojennym wchodziła w skład woj. lubelskiego. Tam 14 października 1933 utworzyła gromadę Przeździatka Wieś w granicach gminy Kudelczyn, składającą się z samej wsi Przeździatka. 26 stycznia 1934 Przeździatkę (321 ha) włączono do Sokołowa Podlaskiego.
31 grudnia 1959 Przeździatkę wyłączono z Sokołowa Podlaskiego i włączono do nowo utworzonej gromady Sokołów w województwie warszawskim. Tam przetrwała do końca 1972 roku, czyli do kolejnej reformy gminnej. 
1 stycznia 1973, w związku z kolejną reformą administracyjną (odtworzenie gmin i zniesienie gromad i osiedli), Przeździatka weszła w skład nowo utworzonej gminy Sokołów Podlaski w powiecie sokołowskim. W latach 1975–1987 miejscowość administracyjnie należała do województwa siedleckiego. 1 lipca 1987 Przeździatkę po raz drugi włączono do Sokołowa Podlaskiego.